# Liebe? Lieber nicht!
Liebe? Lieber nicht! (Originaltitel: Love Stinks) ist eine US-amerikanische Filmkomödie von Jeff Franklin aus dem Jahr 1999.

## Handlung
Seth Winnick, ein Comedy-Autor, lernt auf der Hochzeit seines besten Freundes Larry die attraktive Raumgestalterin Chelsea Turner kennen. Die beiden fühlen sich sofort zueinander hingezogen und gehen noch in derselben Nacht auf ihr erstes Date. Sie landen schließlich in einem Bett im Showroom von Chelseas Arbeitsplatz, wo sie von ihrem Chef ertappt werden, der Chelsea daraufhin vermutlich entlässt.
Seth und Chelsea werden ein Paar und scheinen sehr glücklich miteinander zu sein. Doch nach zwei gemeinsamen Jahren merkt die heiratswillige Chelsea, dass Seth zwar mit ihr zusammenbleiben will, aber nicht vorhat, ihr einen Antrag zu machen. Daraufhin entbrennt zwischen dem Paar ein erbitterter Kleinkrieg.

## Kritiken
Desson Howe spottete in der Washington Post vom 10. September 1999, dass der Titel Love Stinks den Film treffend beschreibe.
Das Lexikon des internationalen Films urteilte: „Missglückte Komödie, die sowohl an den Defiziten des Drehbuchs als auch am fehlenden Talent der Darsteller scheitert.“
Prisma meinte: „Eine einfallslose Story wie man sie schon tausendfach gesehen hat, dazu ein nervig grimassierender Hauptdarsteller, der hier das perfekte Abbild einer Knall-Charge bietet. Da gibt es wirklich besseres!“
Die Deutsche Film- und Medienbewertung FBW in Wiesbaden verlieh dem Film das Prädikat „wertvoll“.

## Hintergrund
Die Produktion des Films kostete schätzungsweise 4 Millionen US-Dollar. In den Kinos der USA konnten ca. 2,8 Millionen US-Dollar eingespielt werden.